# Seznam katastrálních území v okrese Kolín
V této tabulce je uveden kompletní výčet katastrálních území Okresu Kolín, včetně rozlohy a sídel, které na nich leží.
| Název KÚ                          | Sídla                                                               | Obec              | km2   |
| --------------------------------- | ------------------------------------------------------------------- | ----------------- | ----- |
| A                                 | A                                                                   | A                 |       |
| Barchovice                        | Barchovice                                                          | Barchovice        | 3,48  |
| Bečváry                           | Bečváry                                                             | Bečváry           | 6,3   |
| Bělušice                          | Bělušice                                                            | Bělušice          | 2,55  |
| Blinka                            | Blinka                                                              | Plaňany           | 1,91  |
| Bohouňovice I                     | Bohouňovice I                                                       | Červené Pečky     | 3     |
| Bohouňovice II                    | Bohouňovice II                                                      | Horní Kruty       | 5,39  |
| Bořetice u Kolína                 | Bořetice                                                            | Červené Pečky     | 1,98  |
| Bošice u Kouřimi                  | Bošice                                                              | Svojšice          | 4,83  |
| Božec                             | Božec                                                               | Krakovany         | 2,81  |
| Břežany I                         | Břežany I                                                           | Břežany I         | 2,96  |
| Břežany II                        | Břežany II                                                          | Břežany II        | 9,11  |
| Býchory                           | Býchory                                                             | Býchory           | 6,52  |
| Bylany u Českého Brodu            | Bylany                                                              | Chrášťany         | 4,17  |
| Cerhenice                         | Cerhenice                                                           | Cerhenice         | 9     |
| Cerhýnky                          | Cerhýnky                                                            | Cerhenice         | 1,63  |
| Církvice u Kolína                 | Církvice                                                            | Církvice          | 2,45  |
| Červené Pečky                     | Bojiště, Červené Pečky                                              | Červené Pečky     | 5,99  |
| Červený Hrádek u Bečvár           | Červený Hrádek                                                      | Bečváry           | 4,3   |
| Český Brod                        | Český Brod                                                          | Český Brod        | 7,36  |
| Dobré Pole u Vitic                | Dobré Pole                                                          | Vitice            | 7,44  |
| Dobřichov                         | Dobřichov                                                           | Dobřichov         | 6,2   |
| Dolany u Červených Peček          | Dolany                                                              | Červené Pečky     | 3,05  |
| Dolní Chvatliny                   | Dolní Chvatliny                                                     | Dolní Chvatliny   | 5,83  |
| Dolní Kruty                       | Dolní Kruty, Přestavlky                                             | Horní Kruty       | 3,41  |
| Dománovice                        | Dománovice                                                          | Dománovice        | 2,78  |
| Doubravčany                       | Doubravčany                                                         | Zásmuky           | 3,34  |
| Doubravčice                       | Doubravčice                                                         | Doubravčice       | 9,17  |
| Drahobudice                       | Drahobudice                                                         | Drahobudice       | 5,54  |
| Grunta                            | Grunta                                                              | Grunta            | 0,8   |
| Hatě                              | Hatě                                                                | Bečváry           | 1,33  |
| Hlaváčova Lhota                   | Borek, Království                                                   | Třebovle          | 2,97  |
| Horní Chvatliny                   | Horní Chvatliny                                                     | Dolní Chvatliny   | 3,97  |
| Horní Jelčany                     | Horní Jelčany                                                       | Bečváry           | 2,09  |
| Horní Kruty                       | Horní Kruty                                                         | Horní Kruty       | 2,24  |
| Hradenín                          | Hradenín                                                            | Plaňany           | 1,61  |
| Hradešín                          | Hradešín                                                            | Hradešín          | 4,24  |
| Hradišťko I                       | Hradišťko I                                                         | Veltruby          | 2,89  |
| Hradišťko II                      | Hradišťko II                                                        | Žiželice          | 4,5   |
| Hryzely                           | Hryzely                                                             | Barchovice        | 2,8   |
| Hřiby                             | Hřiby                                                               | Vitice            | 2,9   |
| Chocenice u Břežan I              | Chocenice                                                           | Břežany I         | 3,08  |
| Chotouchov                        | Chotouchov                                                          | Kořenice          | 3,93  |
| Chotouň                           | Chotouň                                                             | Chrášťany         | 5,66  |
| Choťovice                         | Choťovice                                                           | Choťovice         | 9,05  |
| Chotutice                         | Chotutice                                                           | Chotutice         | 3,87  |
| Chotýš                            | Chotýš, Močedník                                                    | Vitice            | 4,62  |
| Chrášťany u Českého Brodu         | Chrášťany                                                           | Chrášťany         | 4,66  |
| Jestřabí Lhota                    | Jestřabí Lhota                                                      | Jestřabí Lhota    | 5,48  |
| Kbel u Ratboře                    | Kbel, Kbílek                                                        | Kbel              | 2,02  |
| Klášterní Skalice                 | Klášterní Skalice                                                   | Klášterní Skalice | 3,33  |
| Klipec                            | Klipec                                                              | Pňov-Předhradí    | 2,24  |
| Klučov u Českého Brodu            | Klučov                                                              | Klučov            | 5,19  |
| Kolín                             | Kolín I, Kolín II, Kolín III, Kolín IV, Kolín V, Kolín VI, Šťáralka | Kolín             | 23,47 |
| Konárovice                        | Konárovice                                                          | Konárovice        | 10,89 |
| Končice                           | Končice, Zbraň                                                      | Žiželice          | 5,61  |
| Kořenice                          | Kořenice                                                            | Kořenice          | 2,4   |
| Kouřim                            | Kouřim, Molitorov                                                   | Kouřim            | 14,4  |
| Krakovany                         | Krakovany                                                           | Krakovany         | 7,73  |
| Krupá u Kostelce nad Černými Lesy | Krupá, Syneč                                                        | Krupá             | 5,63  |
| Krychnov                          | Krychnov                                                            | Krychnov          | 2,58  |
| Křečhoř                           | Kamhajek, Křečhoř                                                   | Křečhoř           | 7,5   |
| Kšely                             | Kšely                                                               | Kšely             | 4,51  |
| Kundratice u Žiželic nad Cidlinou | Kundratice                                                          | Žiželice          | 1,15  |
| Kutlíře                           | Kutlíře                                                             | Křečhoř           | 2,18  |
| Lhotky u Malotic                  | Lhotky                                                              | Malotice          | 4,07  |
| Libenice                          | Libenice                                                            | Libenice          | 4,82  |
| Liblice u Českého Brodu           | Liblice                                                             | Český Brod        | 5,57  |
| Libodřice                         | Libodřice                                                           | Libodřice         | 5,91  |
| Limuzy                            | Limuzy                                                              | Tismice           | 3,98  |
| Lipany u Vitic                    | Lipany                                                              | Vitice            | 3,19  |
| Lipec                             | Lipec                                                               | Lipec             | 3,89  |
| Lošánky                           | Lošánky                                                             | Lošany            | 2,93  |
| Lošany                            | Lošany                                                              | Lošany            | 3,83  |
| Loukonosy                         | Loukonosy                                                           | Žiželice          | 2,06  |
| Lstiboř                           | Lstiboř                                                             | Klučov            | 3,79  |
| Lžovice                           | Lžovice                                                             | Týnec nad Labem   | 3,6   |
| Malotice                          | Malotice                                                            | Malotice          | 4,5   |
| Mančice                           | Mančice                                                             | Dolní Chvatliny   | 2,41  |
| Masojedy                          | Masojedy                                                            | Masojedy          | 1,8   |
| Miškovice u Kouřimi               | Miškovice                                                           | Třebovle          | 2,19  |
| Mlékovice                         | Mlékovice                                                           | Toušice           | 2,34  |
| Mrzky                             | Mrzky                                                               | Mrzky             | 2,86  |
| Nebovidy                          | Hluboký Důl, Nebovidy                                               | Nebovidy          | 4,76  |
| Němčice u Kolína                  | Němčice                                                             | Němčice           | 7,17  |
| Nesměň u Zásmuk                   | Nesměň                                                              | Zásmuky           | 7,13  |
| Nová Ves I                        | Nová Ves I, Ohrada                                                  | Nová Ves I        | 10,29 |
| Nová Ves II                       | Nová Ves II                                                         | Rostoklaty        | 3,77  |
| Ohaře                             | Ohaře                                                               | Ohaře             | 6,04  |
| Opatovice                         | Opatovice                                                           | Červené Pečky     | 2,16  |
| Ovčáry u Kolína                   | Ovčáry                                                              | Ovčáry            | 10,38 |
| Pašinka                           | Pašinka                                                             | Pašinka           | 3,83  |
| Pečky                             | Pečky                                                               | Pečky             | 6,76  |
| Plaňany                           | Plaňany                                                             | Plaňany           | 6,22  |
| Pňov                              | Pňov                                                                | Pňov-Předhradí    | 4,77  |
| Poboří                            | Poboří                                                              | Plaňany           | 4,11  |
| Poďousy                           | Poďousy                                                             | Bečváry           | 1,44  |
| Polepy u Kolína                   | Polepy                                                              | Polepy            | 2,42  |
| Polní Chrčice                     | Polní Chrčice                                                       | Polní Chrčice     | 5,26  |
| Polní Voděrady                    | Polní Voděrady                                                      | Polní Voděrady    | 4,06  |
| Poříčany                          | Poříčany                                                            | Poříčany          | 5,77  |
| Přebozy                           | Přebozy                                                             | Zalešany          | 3,01  |
| Předhradí                         | Předhradí                                                           | Pňov-Předhradí    | 2,42  |
| Přehvozdí                         | Přehvozdí                                                           | Přehvozdí         | 2,83  |
| Přistoupim                        | Přistoupim                                                          | Přistoupim        | 4,43  |
| Přišimasy                         | Horka, Přišimasy, Skřivany                                          | Přišimasy         | 7     |
| Pučery                            | Pučery                                                              | Kořenice          | 3,98  |
| Radim u Kolína                    | Radim                                                               | Radim             | 5,05  |
| Radlice u Barchovic               | Radlice                                                             | Barchovice        | 11,46 |
| Radovesnice I                     | Radovesnice I                                                       | Radovesnice I     | 3,01  |
| Radovesnice II                    | Radovesnice II                                                      | Radovesnice II    | 12,17 |
| Rasochy                           | Rasochy                                                             | Uhlířská Lhota    | 3,31  |
| Ratboř                            | Ratboř                                                              | Ratboř            | 2,25  |
| Ratenice                          | Ratenice                                                            | Ratenice          | 4,73  |
| Rostoklaty                        | Rostoklaty                                                          | Rostoklaty        | 3,25  |
| Rozehnaly                         | Rozehnaly                                                           | Radovesnice II    | 0,66  |
| Sedlov                            | Sedlov, Těšínky                                                     | Ratboř            | 2,52  |
| Sendražice u Kolína               | Sendražice                                                          | Kolín             | 6,09  |
| Skramníky                         | Skramníky                                                           | Klučov            | 3,13  |
| Skvrňov                           | Skvrňov                                                             | Skvrňov           | 6,17  |
| Sobočice                          | Sobočice                                                            | Zásmuky           | 2,77  |
| Starý Kolín                       | Bašta, Starý Kolín                                                  | Starý Kolín       | 8,79  |
| Svojšice u Kouřimi                | Nová Ves III, Svojšice                                              | Svojšice          | 5     |
| Štítary u Kolína                  | Štítary                                                             | Kolín             | 2,33  |
| Štolmíř                           | Štolmíř                                                             | Český Brod        | 6,78  |
| Tatce                             | Tatce                                                               | Tatce             | 4,43  |
| Tismice                           | Tismice                                                             | Tismice           | 3,53  |
| Tlustovousy                       | Tlustovousy                                                         | Tuklaty           | 3,24  |
| Toušice                           | Toušice                                                             | Toušice           | 4,84  |
| Třebovle                          | Třebovle                                                            | Třebovle          | 5,8   |
| Tři Dvory                         | Tři Dvory                                                           | Tři Dvory         | 4,55  |
| Tuchoraz                          | Tuchoraz                                                            | Tuchoraz          | 5,93  |
| Tuklaty                           | Tuklaty                                                             | Tuklaty           | 4,91  |
| Týnec nad Labem                   | Lžovice, Týnec nad Labem                                            | Týnec nad Labem   | 10,28 |
| Uhlířská Lhota                    | Uhlířská Lhota                                                      | Uhlířská Lhota    | 5,78  |
| Újezdec u Horních Krut            | Újezdec                                                             | Horní Kruty       | 3,28  |
| Veletov                           | Veletov                                                             | Veletov           | 5,28  |
| Velim                             | Velim                                                               | Velim             | 12,56 |
| Velké Chvalovice                  | Velké Chvalovice                                                    | Pečky             | 4     |
| Velký Osek                        | Velký Osek                                                          | Velký Osek        | 10,55 |
| Veltruby                          | Hradišťko I, Veltruby                                               | Veltruby          | 6,5   |
| Vinařice u Týnce nad Labem        | Vinařice                                                            | Týnec nad Labem   | 1,81  |
| Vítězov                           | Vítězov                                                             | Velim             | 3,16  |
| Vitice                            | Vitice                                                              | Vitice            | 4,23  |
| Volárna                           | Volárna                                                             | Volárna           | 4,06  |
| Vrátkov                           | Vrátkov                                                             | Vrátkov           | 2,42  |
| Vrbčany                           | Vrbčany                                                             | Vrbčany           | 6,2   |
| Vršice                            | Vršice                                                              | Zásmuky           | 2,35  |
| Zadní Hrádek                      | Červený Hrádek                                                      | Bečváry           | 0,82  |
| Zalešany                          | Zalešany                                                            | Zalešany          | 1,9   |
| Zásmuky                           | Zásmuky                                                             | Zásmuky           | 8,51  |
| Zibohlavy                         | Zibohlavy                                                           | Kolín             | 3,08  |
| Žabonosy                          | Žabonosy                                                            | Žabonosy          | 3,1   |
| Ždánice u Kouřimi                 | Ždánice                                                             | Ždánice           | 10,52 |
| Žehuň                             | Žehuň                                                               | Žehuň             | 9,11  |
| Žhery                             | Žhery                                                               | Klučov            | 2,33  |
| Žiželice nad Cidlinou             | Žiželice                                                            | Žiželice          | 5,28  |

Celková výměra 743,58 km2